# Liste der Monuments historiques in Pontarlier
Die Liste der Monuments historiques in Pontarlier führt die Monuments historiques in der französischen Gemeinde Pontarlier auf.

## Liste der Immobilien
| Bezeichnung                        | Beschreibung | Standort                          | Kennzeichnung | Schutzstatus   | Datum     | Bild           |
| ---------------------------------- | --- | --------------------------------- | ------------- | -------------- | --------- | -------------- |
| Kapelle des Annuntiatinnenklosters | 1612 erbaut | 69 rue de la République (Lage)    | PA00101707    | Classé Inscrit | 1913 1936 | weitere Bilder |
| Portal                             | freistehendes Fassadenelement, 1739 | 25 rue Gambetta (Lage)            | PA00101708    | Inscrit        | 1961      | weitere Bilder |
| Kirche St-Bénigne                  | ab dem 15. Jahrhundert | Place Saint-Bénigne (Lage)        | PA00101709    | Inscrit        | 1970      | weitere Bilder |
| Wohn- und Geschäftshaus            | Portal, Ende des 16. Jahrhunderts | 21 rue Gambetta (Lage)            | PA00101710    | Inscrit        | 1971      | weitere Bilder |
| Wohnhaus                           | Außentreppe im Hof, 18. Jahrhundert | 2 rue Montrieux (Lage)            | PA00101711    | Inscrit        | 1971      | weitere Bilder |
| Wohn- und Geschäftshaus            | um 1630 erbaut | 79 rue de la République (Lage)    | PA00101712    | Inscrit        | 1984      | weitere Bilder |
| Wohn- und Geschäftshaus            | Portal, bezeichnet 1697 | 87 rue de la République (Lage)    | PA00101713    | Inscrit        | 1971      | weitere Bilder |
| Porte Saint-Pierre                 | Stadttor, 1771 erbaut, Architekt Jean Le Michaud d’Arçon | Rue de la République (Lage)       | PA00101714    | Inscrit        | 1970      | weitere Bilder |
| Gefallenendenkmal                  | 1921/22 errichtet, Architekt Maurice Boutterin, Bildhauer Georges Laëthier | Place du Souvenir français (Lage) | PA25000101    | Inscrit        | 2022      |                |
| Demeure de Sandon                  | ehemaliges Hammer- und Sägewerk, ab dem 17. Jahrhundert, Kapelle, vermutlich aus dem 17. Jahrhundert, Wohnhaus, 18. Jahrhundert, Villa von 1910 (mit Garage und Innenausstattung), Torhaus, wasserbauliche Anlagen und Fischteich | 11 chemin Sandon (Lage)           | PA25000037    | Inscrit        | 2003      | weitere Bilder |

## Liste der Objekte
| Bezeichnung                                                    | Beschreibung | Standort                                          | Kennzeichnung | Schutzstatus | Datum     | Bild           |
| -------------------------------------------------------------- | --- | ------------------------------------------------- | ------------- | ------------ | --------- | -------------- |
| Grabstein für Quentin de La Baume                              | Stein, bezeichnet 1476 | im Hôtel de Ville (Lage)                          | PM25001480    | Classé       | 1909      |                |
| Altar                                                          | Altartisch, Altaraufbau, Predella, Tabernakel und drei Skulpturen; Holz, farbig gefasst und vergoldet, 18. Jahrhundert               | im Hôpital Saint-Étienne (Lage)                   | PM25001484    | Classé       | 1991      |                |
| Betstuhl mit Kruzifix                                          | Holz, Elfenbein, 18. Jahrhundert | im Hôpital Saint-Étienne (Lage)                   | PM25001485    | Classé       | 1991      |                |
| Kredenz                                                        | Holz, vergoldet, Marmor, 19. Jahrhundert                                                                                             | im Hôpital Saint-Étienne (Lage)                   | PM25001487    | Classé       | 1991      |                |
| Kredenz                                                        | Holz, vergoldet, Marmor, 18. Jahrhundert                                                                                             | im Hôpital Saint-Étienne (Lage)                   | PM25001488    | Classé       | 1991      |                |
| Tisch                                                          | Holz, vergoldet, 18. Jahrhundert | im Hôpital Saint-Étienne (Lage)                   | PM25001489    | Classé       | 1991      |                |
| Tablett mit zwei Messkännchen                                  | Silber, 18. Jahrhundert | im Hôpital Saint-Étienne (Lage)                   | PM25001490    | Classé       | 1991      |                |
| Tablett mit zwei Messkännchen und Glöckchen                    | Silber, 19. Jahrhundert | im Hôpital Saint-Étienne (Lage)                   | PM25001491    | Classé       | 1991      |                |
| Kelch und Patene                                               | Silber, 17. Jahrhundert | im Hôpital Saint-Étienne (Lage)                   | PM25001492    | Classé       | 1991      |                |
| Kelch und Patene                                               | Silber, vergoldet, zwischen 1798 und 1809                                                                                            | im Hôpital Saint-Étienne (Lage)                   | PM25001494    | Classé       | 1991      |                |
| Kelch                                                          | Silber, vergoldet, Anfang des 19. Jahrhunderts                                                                                       | im Hôpital Saint-Étienne (Lage)                   | PM25001495    | Classé       | 1991      |                |
| Waschbecken mit Wassertank                                     | Zinn, 18. Jahrhundert | im Hôpital Saint-Étienne (Lage)                   | PM25001496    | Classé       | 1991      |                |
| Strahlenmonstranz                                              | Silber, vergoldet, 18. oder frühes 19. Jahrhundert                                                                                   | im Hôpital Saint-Étienne (Lage)                   | PM25001497    | Classé       | 1991      |                |
| Strahlenmonstranz                                              | Silber, vergoldet, 17. Jahrhundert                                                                                                   | im Hôpital Saint-Étienne (Lage)                   | PM25001498    | Classé       | 1991      |                |
| Strahlenmonstranz                                              | Silber, vergoldet, Email, Edelsteine, 19. Jahrhundert                                                                                | im Hôpital Saint-Étienne (Lage)                   | PM25001499    | Classé       | 1991      |                |
| Pyxis für die Krankensalbung                                   | Silber, gemarkt 1745, Goldschmied Antoine Violand                                                                                    | im Hôpital Saint-Étienne (Lage)                   | PM25001500    | Classé       | 1991      |                |
| Skulptur Mater dolorosa                                        | Holz, vergoldet, 18. Jahrhundert | im Hôpital Saint-Étienne (Lage)                   | PM25001501    | Classé       | 1991      |                |
| Gemälde Die heilige Elisabeth von Ungarn tröstet einen Kranken | Ölfarbe auf Leinwand, 18. Jahrhundert                                                                                                | im Hôpital Saint-Étienne (Lage)                   | PM25001502    | Classé       | 1991      |                |
| Gemälde Der heilige Ludwig kleidet einen Armen                 | Ölfarbe auf Leinwand, 18. Jahrhundert                                                                                                | im Hôpital Saint-Étienne (Lage)                   | PM25001503    | Classé       | 1991      |                |
| Gemälde Porträt eines Stifters                                 | Ölfarbe auf Leinwand, vergoldeter Holzrahmen, Ende des 18. Jahrhunderts                                                              | im Hôpital Saint-Étienne (Lage)                   | PM25001505    | Classé       | 1991      |                |
| Gemälde Porträt eines Offiziers                                | Ölfarbe auf Leinwand, vergoldeter Holzrahmen, Ende des 18. Jahrhunderts                                                              | im Hôpital Saint-Étienne (Lage)                   | PM25001506    | Classé       | 1991      |                |
| Gemälde Heilige Familie                                        | Ölfarbe auf Leinwand, 18. Jahrhundert                                                                                                | im Hôpital Saint-Étienne (Lage)                   | PM25001507    | Classé       | 1991      |                |
| Wandvertäfelung der Apotheke                                   | Holz, bemalt und vergoldet, 18. Jahrhundert                                                                                          | im Hôpital Saint-Étienne (Lage)                   | PM25001508    | Classé       | 1991      |                |
| 32 Arzneigefäße                                                | Holz, Ende des 18. Jahrhunderts | im Hôpital Saint-Étienne (Lage)                   | PM25001509    | Classé       | 1991      |                |
| 15 Arzneigefäße                                                | Holz, Ende des 18. Jahrhunderts | im Hôpital Saint-Étienne (Lage)                   | PM25001510    | Classé       | 1991      |                |
| Zehn Arzneigefäße                                              | Holz, Ende des 18. Jahrhunderts | im Hôpital Saint-Étienne (Lage)                   | PM25001511    | Classé       | 1991      |                |
| Vier Stieltöpfe                                                | Bronze, 18. Jahrhundert | im Hôpital Saint-Étienne (Lage)                   | PM25001512    | Classé       | 1991      |                |
| Zwei Mörser mit Stößel                                         | Bronze, 18. Jahrhundert | im Hôpital Saint-Étienne (Lage)                   | PM25001513    | Classé       | 1991      |                |
| Drei Mörser und zwei Stößel                                    | Bronze, 18. Jahrhundert | im Hôpital Saint-Étienne (Lage)                   | PM25001514    | Classé       | 1991      |                |
| Zwei Kerzenständer                                             | Kupfer, 18. Jahrhundert | im Hôpital Saint-Étienne (Lage)                   | PM25001515    | Classé       | 1991      |                |
| Zwei Kessel                                                    | Kupfer, 18. Jahrhundert | im Hôpital Saint-Étienne (Lage)                   | PM25001516    | Classé       | 1991      |                |
| 41 Arzneigefäße                                                | Porzelan, vergoldet, Ende des 18. Jahrhunderts                                                                                       | im Hôpital Saint-Étienne (Lage)                   | PM25001517    | Classé       | 1991      |                |
| 34 Teller                                                      | Zinn, 18. Jahrhundert | im Hôpital Saint-Étienne (Lage)                   | PM25001518    | Classé       | 1991      |                |
| Acht Teller                                                    | Zinn, 18. Jahrhundert | im Hôpital Saint-Étienne (Lage)                   | PM25001519    | Classé       | 1991      |                |
| Warmhalteteller und Arzneiflasche                              | Zinn, 18. Jahrhundert | im Hôpital Saint-Étienne (Lage)                   | PM25001520    | Classé       | 1991      |                |
| Waschschüssel                                                  | Zinn, 18. Jahrhundert | im Hôpital Saint-Étienne (Lage)                   | PM25001521    | Classé       | 1991      |                |
| Drei Schalen                                                   | Zinn, 18. Jahrhundert | im Hôpital Saint-Étienne (Lage)                   | PM25001522    | Classé       | 1991      |                |
| Wärmflasche                                                    | Zinn, 18. Jahrhundert | im Hôpital Saint-Étienne (Lage)                   | PM25001523    | Classé       | 1991      |                |
| Stieltopf                                                      | Zinn, 18. Jahrhundert | im Hôpital Saint-Étienne (Lage)                   | PM25001524    | Classé       | 1991      |                |
| Stieltöpfe                                                     | Zinn, 18. Jahrhundert | im Hôpital Saint-Étienne (Lage)                   | PM25001525    | Classé       | 1991      |                |
| Zwei Räucherpfannen                                            | Zinn, Holz, 18. Jahrhundert | im Hôpital Saint-Étienne (Lage)                   | PM25001526    | Classé       | 1991      |                |
| Waschbecken mit Wassertank                                     | Zinn, 18. Jahrhundert | im Hôpital Saint-Étienne (Lage)                   | PM25001527    | Classé       | 1991      |                |
| 18 Näpfe                                                       | Zinn, 18. Jahrhundert | im Hôpital Saint-Étienne (Lage)                   | PM25001528    | Classé       | 1991      |                |
| 72 Näpfe                                                       | Zinn, 18. Jahrhundert | im Hôpital Saint-Étienne (Lage)                   | PM25001529    | Classé       | 1991      |                |
| Zwei Messbecher                                                | Zinn, 18. Jahrhundert | im Hôpital Saint-Étienne (Lage)                   | PM25001530    | Classé       | 1991      |                |
| Zwei Salbengefäße                                              | Zinn, 18. Jahrhundert | im Hôpital Saint-Étienne (Lage)                   | PM25001531    | Classé       | 1991      |                |
| Fünf Becher                                                    | Zinn, 18. Jahrhundert | im Hôpital Saint-Étienne (Lage)                   | PM25001532    | Classé       | 1991      |                |
| 18 Kannen                                                      | Zinn, 18. Jahrhundert | im Hôpital Saint-Étienne (Lage)                   | PM25001533    | Classé       | 1991      |                |
| Acht Platten                                                   | Zinn, 18. Jahrhundert | im Hôpital Saint-Étienne (Lage)                   | PM25001534    | Classé       | 1991      |                |
| Sieben Platten                                                 | Zinn, 18. Jahrhundert | im Hôpital Saint-Étienne (Lage)                   | PM25001535    | Classé       | 1991      |                |
| Zehn Platten                                                   | Zinn, 18. Jahrhundert | im Hôpital Saint-Étienne (Lage)                   | PM25001536    | Classé       | 1991      |                |
| Arzneidose                                                     | Zinn, 18. Jahrhundert | im Hôpital Saint-Étienne (Lage)                   | PM25001537    | Classé       | 1991      |                |
| Orgel                                                          | Ensemble aus PM25001591 und PM25001718                                                                                               | in der Kirche St-Bénigne (Lage)                   | PM25002518    | Classé       | 1978 1979 | weitere Bilder |
| Orgelprospekt                                                  | 1758 von Claude Saumet gebaut | in der Kirche St-Bénigne (Lage)                   | PM25001591    | Classé       | 1979      | weitere Bilder |
| Instrumentalteil der Orgel                                     | 1758 von Claude Saumet gebaut, 1844 durch Joseph Callinet umgestaltet                                                                | in der Kirche St-Bénigne (Lage)                   | PM25001718    | Classé       | 1978      | weitere Bilder |
| Kelch und Patene                                               | Silber, vergoldet, zwischen 1808 und 1819                                                                                            | im Hôpital Saint-Étienne (Lage)                   | PM25001719    | Classé       | 1991      |                |
| Diesellokomotive A1AA1A 62001                                  | Bauart DRS-6-4-660, 1946 bei Baldwin Locomotive Works gebaut, Fabriknummer 72898; im Betriebswerk Gray abgestellt; 2022 verschrottet | am Bahnhof (Lage)                                 | PM25001735    | Classé       | 1999      |                |
| Skulptur Sitzende Madonna mit Kind                             | Holz, farbig gefasst und vergoldet, um 1500                                                                                          | in der Kirche St-Bénigne (Lage)                   | PM25001229    | Classé       | 1916      |                |
| Gedenktafel an die Stiftung einer Kapelle                      | Stein, bezeichnet 1520 | in der Kirche St-Bénigne (Lage)                   | PM25001230    | Classé       | 1916      |                |
| Gedenktafel an die Stiftung einer Kapelle                      | Stein, bezeichnet 1631 | in der Kirche St-Bénigne (Lage)                   | PM25001231    | Classé       | 1916      |                |
| Gemälde Jesus am Ölberg                                        | Ölfarbe auf Leinwand, vergoldeter Holzrahmen, 17. Jahrhundert; nach Guido Reni                                                       | in der Kirche St-Bénigne (Lage)                   | PM25001232    | Classé       | 1916      |                |
| Kanzel                                                         | Holz, datiert 1755, Bildhauer Antoine Guyon                                                                                          | in der Kirche St-Bénigne (Lage)                   | PM25001233    | Classé       | 1910      | weitere Bilder |
| Liegefigur Christus                                            | Linden- und Tannenholz, farbig gefasst, Metall, 17. Jahrhundert                                                                      | in der Kirche St-Bénigne (Lage)                   | PM25001234    | Classé       | 1949      |                |
| Türflügel                                                      | Holz, 17. Jahrhundert | an der Kapelle des Annuntiantinnenklosters (Lage) | PM25001235    | Classé       | 1913      | weitere Bilder |
| Grabstein für Henri Bouchet                                    | Stein, bezeichnet 1464 | im Hôtel de Ville (Lage)                          | PM25001236    | Classé       | 1938      |                |
| Gemälde Porträt von Jean-Claude Eléonor le Michaud d’Arçon     | Ölfarbe auf Leinwand, 1769 von Johann Melchior Wyrsch                                                                                | im Hôtel de Ville (Lage)                          | PM25001237    | Classé       | 1943      |                |
| Gemälde Porträt von Jean-Baptiste Michaud                      | Ölfarbe auf Leinwand, 1792 von Jean-Louis Laneuville                                                                                 | im Hôtel de Ville (Lage)                          | PM25001238    | Classé       | 1943      |                |
| 80 Teller und Platten                                          | Fayence, 18. Jahrhundert | im Hôpital Saint-Étienne (Lage)                   | PM25001239    | Classé       | 1916      |                |
| Wandvertäfelung des Chorraums                                  | Holz, bemalt und vergoldet, 18. Jahrhundert                                                                                          | im Hôpital Saint-Étienne (Lage)                   | PM25001241    | Classé       | 1952      |                |
| Skulptur Christus in der Rast                                  | Holz, farbig gefasst und vergoldet, 18. Jahrhundert                                                                                  | im Hôpital Saint-Étienne (Lage)                   | PM25001242    | Classé       | 1962      |                |
| Vase                                                           | Steingut, 18. oder 19. Jahrhundert                                                                                                   | im Hôpital Saint-Étienne (Lage)                   | PM25002359    | Inscrit      | 1992      |                |
| Deckelkanne                                                    | Kupfer, 19. Jahrhundert | im Hôpital Saint-Étienne (Lage)                   | PM25002360    | Inscrit      | 1992      |                |
| Altar                                                          | Retabel; Holz, farbig gefasst und vergoldet, 18. Jahrhundert                                                                         | im Hôpital Saint-Étienne (Lage)                   | PM25001483    | Classé       | 1991      |                |
| Kommode                                                        | Holz, Marmor, 18. Jahrhundert | im Hôpital Saint-Étienne (Lage)                   | PM25001486    | Classé       | 1991      |                |
| Kelch und Patene                                               | Silber, vergoldet, 18. Jahrhundert                                                                                                   | im Hôpital Saint-Étienne (Lage)                   | PM25001493    | Classé       | 1991      |                |
| Gemälde Maria Magdalena am Kreuz                               | Ölfarbe auf Leinwand, vergoldeter Holzrahmen, 18. Jahrhundert                                                                        | im Hôpital Saint-Étienne (Lage)                   | PM25001504    | Classé       | 1991      |                |
| Kochgeschirr                                                   | Zinn, 18. Jahrhundert | im Hôpital Saint-Étienne (Lage)                   | PM25001240    | Classé       | 1916      |                |
| Gemälde Stifterporträt                                         | Ölfarbe auf Leinwand, Holzrahmen, 19. Jahrhundert                                                                                    | im Hôpital Saint-Étienne (Lage)                   | PM25002353    | Inscrit      | 1989      |                |
| Gemälde Stifterporträt                                         | Ölfarbe auf Leinwand, Holzrahmen, 19. Jahrhundert                                                                                    | im Hôpital Saint-Étienne (Lage)                   | PM25002354    | Inscrit      | 1989      |                |
| Gemälde Stifterporträt                                         | Ölfarbe auf Leinwand, Holzrahmen, 19. Jahrhundert                                                                                    | im Hôpital Saint-Étienne (Lage)                   | PM25002355    | Inscrit      | 1989      |                |
| Statuenreliquiar Madonna                                       | Holz, 18. Jahrhundert | im Hôpital Saint-Étienne (Lage)                   | PM25002356    | Inscrit      | 1989      |                |
| Zwei Reliquiare                                                | Holz, vergoldet, 18. Jahrhundert | im Hôpital Saint-Étienne (Lage)                   | PM25002357    | Inscrit      | 1989      |                |
| Beichtstuhl                                                    | Holz, 19. Jahrhundert | im Hôpital Saint-Étienne (Lage)                   | PM25002358    | Inscrit      | 1989      |                |